# تلمنس
تلمنس هي بلدة سورية تتبع ناحية مركز معرة النعمان في منطقة معرة النعمان في محافظة إدلب. بلغ عدد سكانها 30000نسمة في عام 2024  وفقا لإحصاء المكتب المركزي للإحصاء.
تقع البلدة إلى  الشرق من مدينة معرة النعمان بنحو 5 كم ويعود تاريخها إلى عصور سبقت عصر الرومان. حيث ورد ذكرها في العديد من المصادر التاريخية، فقد ذكرها ياقوت الحموي في كتابه معجم البلدان، والبغدادي في كتابه مراصد الإطلاع على أسماء الأمكنة والبقاع، وستيفن ونسيمان في كتاب الحروب الصليبية عدا عن الدكتور سعيد عبد الفتاح عاشور وابن العديم.
نزل بها المتوكل سنة 858 م عندما قصد الشام في ذهابه وعودته، وكانت تابعة لولاية حمص في أوائل الحكم العربي الإسلامي ثم لحقت بملك حلب.
من أشهر أعلامها العلامة راوي الحديث المسيب بن واضح التلمنسي ومن أعلامها أيضا الشيخ قاسم حمدو التلمنساني.وايضا الباحث المحقق المؤرخ المهندس فالح احمد البكور رحمه الله.
لبلدة تلمنس السبق في مجال الثورة السورية التي قامت مؤخرا وقدمت العديد من الشهداء وبلغ عددهم حتى تاريخ الشهر العاشر 2014 أكثر من 110 شهيدا وتعرضت البلدة لهجمات من النظام السوري حيث نفذت عليها الكثير من الغارات الجوية أدت إلى هدم كبير في منازلها حيث تم تسويتها بالأرض وحاليا أهالي البلدة بين نازح ومشرد وتركوا البلدة لقربها من منطقة وادي الضيف العسكرية .

## موقعها وتسميتها
ترتفع عن سطح البحر من 500 حتى 514 م
تسميتها: التل في الشمال ومغارات منس في الجنوب والبلدة ما بين التل ومغارات منس سميت تلمنس، ومنس هو اسم علم سرياني قديم. يحيط بها من الغرب معرة النعمان ومن الشرق جرجناز ومن الجنوب معرشمارين ومن الشمال معرشورين ومن الشمال الشرقي قرية الغدفة الأثرية .
تعتبر هضابها ووديانها نهايات طبيعية لجبل الزاوية تتربع على ثلاث هضاب من الغرب هضبة ضهرة تلمنس ومن الشمال هضاب رؤوس الوديان ومن الشرق هضبة البلدة القديمة كما أن السكن الحديث تطاول حتى وادي السواطير الذي لم يسكن من قبل وهو وادي بين ضهرة تلمنس بالغرب وهضبة البلدة القديمة في الشرق. يمتد وادي السواطير بين عين الدير جنوبا ليصل إلى مطارف الغدفة شمالا إلى الشرق، لينقل مياه الأمطار ومياه الجمع ضمن مجموعة أودية حتى تصل المياه إلى أبو الظهور شرقا ضمن نفس الوديان المتتالية .
في عام 1910 وطبقا لسجلات السجل المدني العثماني بلغ مجموع سكان تلمنس حوالي 500 نسمة، يعمل أغلبهم بالزراعة كما يعمل عدد منهم بالتجارة والصناعة فيها خبراء آثار كثر نتيجة تداول المهنة في أواخر القرن الماضي توجد حرفة الفسيفساء وعمل بها حرفيون مختصون .
أما سكان تلمنس القدماء فهم من السريان نصارى الديانة وحين دخل صلاح الدين إلى تلمنس أسلم جميع سكانها وهاجر قليل منهم إلى مناطق متفرقة كما عرف عن تلمنس احتوائها على مسلمين من مذاهب عدة ففي أواسط القرن السابع عشر دبّ مرض الطاعون في البلدة القديمة ومات جميع سكانها الأصليون وبقي قليل من شواهدهم تدل على مذاهبهم وأصلهم فمنهم باني الجامع الشرقي وقد كان اسمه أحمد المجلبط وما تزال بوابة الجامع شاهدة على اسمه حيث تم نقلها إلى الجامع الكبير ووضعت بوابة على أحد أبوابه تشهد لأحمد المجلبط ببنائه الجامع الخربان ويقال أنه كان حسينية وفي دراسات قديمة حول البلدة يرجع المؤرخون سبب غضب السلطان الناصر صلاح الدين على أهل تلمنس أنهم ساندوا الصليبيين بحصارهم ومجازرهم في المعرة حيث أن المدعو أبو جورج هو من أبرز شخصيات تلمنس آنذاك قام بتزويج ابنته لقائد الحملة الصليبية على المعرة وقد قتله أهل حاس بعد أن شارك في مذابح المعرة مما دفع صهره قائد الحملة الصليبية إلى ملاحقة أهل حاس حتى قلعة المضيق (أفاميا) حيث نال منهم بمعركة شهدت على شجاعة أهل حاس وشجاعة مضيفيهم أهل قلعة المضيق وحين دخل صلاح الدين معرة النعمان وتلمنس وطهرهما من الصليبيين كان لا بد له من وقفة مع أهل تلمنس حيث أنهم البلدة المسيحية الوحيدة في الشرق التي ساندت الحملة الصليبية فلم يقبل منهم الجزية وخيّرهم بين أن يسلموا أو يتركوا ديار المسلمين فهاجر بعضهم إلى السقيلبية وإلى حوران وبقي أغلبهم ليعلنوا دخولهم بالإسلام وبقيوا على هذا الحال حتى أواسط القرن السابع عشر حيث حلّ بهم مرض الطاعون فأبادهم جميعا وحلّ محلهم عائلات بعد زمن قصير هاجرت من الجزيرة السورية من قبيلتي الولدة والعفادلة وجميعهم من البوشعبان ما زالوا يعيشون إلى الآن في تلمنس إلا أنهم يعتبرون من الحضر لسانا وعلما وعملا وقولا فلم يعد يربطهم بالبوشعبان إلا التاريخ فقط .